# Quellkade
Eine Quellkade ist ein oft halbkreisförmiger Sandsackdamm, der in der Deichverteidigung bei punktuellen Wasseraustritten angewendet wird. Diese können durch Tierbaue, Bewuchs oder andere Schwachstellen entstehen. Die Quellkade wird auf der Landseite (Binnenseite) des Deichs aufgebaut und dichtet die Austrittsstelle nicht ab, sondern staut das durchtretende Wasser auf, bis sich ein ausreichender Gegendruck aufbaut, der die Fließgeschwindigkeit des punktuellen Wasseraustrittes durch den Deich ausreichend vermindert, um den Austrag von Sedimenten aus dem Deich zu begrenzen.
Die Höhe der Quellkade entspricht der Höhe des wasserseitigen Wasserstandes. Durch das Prinzip der Kommunizierenden Röhren stagniert der Durchfluss durch den Deichkörper und weitere Ausspülungen werden verhindert.

## Aufbau
Für die Basis der Quellkade sind vier Sandsäcke quer zu nehmen. Zunächst ist von einer Regelhöhe von acht Lagen auszugehen. Beim Aufbau ist auf einen möglichst wasserdichten Verband zu achten. Ergibt sich die Notwendigkeit, die Kade zu erhöhen, so hat dieses von der Basis her zu erfolgen, damit die Standsicherheit gewährleistet ist.
Ein möglicherweise im Kadenbereich liegender Binnendeichgraben sollte nicht verbaut, sondern verrohrt werden. Zum Verdichten des Rohres mit den Sandsäcken der Quellkade eignet sich Klei, aber auch Quellton, ein Tonmineral mit besonderer Quellfähigkeit.